# Patricia Echegoyen
Patricia Inés Echegoyen (Miramar,  16 de marzo de 1962) es una actriz de cine, teatro y televisión argentina, ganadora de un Martín Fierro.

## Televisión
| Año       | Título                        | Personaje                 | Notas                           | Canal      |
| --------- | ----------------------------- | ------------------------- | ------------------------------- | ---------- |
| 1987      | Yo fui testigo                | Mariana                   | Participación                   | Canal 13   |
| 1988      | Pasiones                      | Perla                     | Recurrente                      | Canal 9    |
| 1989      | Hola crisis                   | Marta                     | Recurrente                      | Canal 13   |
| 1989      | La extraña dama               | Mónica                    | Participación                   | Canal 9    |
| 1989      | Las comedias de Darío Vittori | Susana                    | Elenco secundario               | ATC        |
| 1990      | Amándote II                   | Nina Gallardo             | Elenco secundario               | Telefe     |
| 1991      | Buenos Aires, háblame de amor | Eva                       | Elenco secundario               | ATC        |
| 1992      | Corazones de Fuego            | Soledad Vargas            | Elenco principal                | ATC        |
| 1993      | Gerente de familia            | Nora Ferreyra             | Elenco secundario               | Canal 13   |
| 1993      | Zona de riesgo                | Estela                    | Elenco secundario               | Canal 13   |
| 1995-1996 | ¡Hola Papi!                   | Mariel Ortiz              | Elenco secundario               | Canal 13   |
| 1996-1997 | Mamá x2                       | Carolina                  | Participación                   | Canal 9    |
| 1997      | Laberinto sin ley             | Andrea Mariani            | Elenco principal                | Canal 13   |
| 1997      | De corazón                    | Natalia Martínez          | Elenco principal                | Canal 13   |
| 1997      | Señoras y señores             | Nancy                     | Participación                   | Canal 13   |
| 1998      | Socios y más                  | Andrea                    | Elenco principal                | Canal 13   |
| 1998      | La condena de Gabriel Doyle   | Miranda Serrano           | Elenco secundario               | Canal 9    |
| 2000      | Los buscas de siempre         | Renata D'Amico            | Recurrente                      | Canal 9    |
| 2000-2001 | Luna salvaje                  | Paula Flores              | Elenco secundario               | Telefe     |
| 2002      | Franco Buenaventura, el profe | Laura Peña                | Elenco principal                | Telefe     |
| 2003      | Hospital público              | Inés                      | Participación                   | América TV |
| 2004      | La niñera                     | Mariana Iraola            | Episodio: «El salame de Milán»  | Telefe     |
| 2005      | Doble vida                    | Nora                      | Participación                   | América TV |
| 2006      | Sos mi vida                   | Dra. Eva Hidalgo          | Participación                   | Canal 13   |
| 2006      | Amas de casa desesperadas     | Angeles del Campo         | Participación                   | Canal 13   |
| 2006      | El código Rodríguez           | Bárbara Rodríguez         | Elenco secundario               | Telefe     |
| 2008      | Por amor a vos                | Angela Torales            | Antagonista                     | El trece   |
| 2009      | Enseñame a vivir              | Emilia Benítez            | Antagonista                     | El trece   |
| 2011      | Sr. y Sra. Camas              | Antonia Miquelarena       | Antagonista                     | TV Pública |
| 2011      | Proyecto aluvión              | Domenica                  | Episodio 4: "El parquet"        | Canal 9    |
| 2013      | Qitapenas                     | Roberta Vallejos          | Elenco secundario               | Telefe     |
| 2013      | Historias de corazón          | Nora                      | Episodio 25: "La sangre debida" | Telefe     |
| 2016      | Loco por vos                  | Claudia                   | Participación                   | Telefe     |
| 2017      | Las estrellas                 | Elisa de Estrella         | Participación estelar           | El trece   |
| 2018      | Simona                        | Javiera Fornide Mussolini | Elenco secundario               | El trece   |
| 2022      | Dos 20                        | Graciela                  | Episodio 8: "En construcción"   | TV Pública |
| 2024-2025 | Envidiosa                     | Diana                     | Elenco secundario               | Netflix    |

## Cine
| Año  | Título                             | Personaje        |
| ---- | ---------------------------------- | ---------------- |
| 1987 | El engaño                          | Andrea           |
| 1991 | Ya no hay hombres                  | Mercedes "Mechi" |
| 1996 | De mi barrio con amor              | Margot           |
| 1998 | Comisario Ferro                    | Graciela         |
| 2001 | Tres esposas                       | Catherine        |
| 2002 | ¿Sabés nadar?                      | Susana           |
| 2004 | Dolores de casada                  | Amiga de Dolores |
| 2009 | La confesión                       | Elena            |
| 2019 | 4 metros                           | Patricia         |
| 2022 | El camino de los santos            | Emma             |
| 2022 | El gato con botas: El último deseo | Mamá osa         |

## Premios y nominaciones
| Año  | Premio               | Categoría                    | Programa                        | Resultado |
| ---- | -------------------- | ---------------------------- | ------------------------------- | --------- |
| 2008 | Premio Clarín        | Actriz de Comedia            | Por amor a vos                  | Ganadora  |
| 2008 | Premio Martín Fierro | Actriz de reparto en Comedia | Por amor a vos                  | Ganadora  |
| 2009 | Premio Martín Fierro | Actriz de reparto en Comedia | Por amor a vos Enseñame a vivir | Ganadora  |